# آغیوویت
آغیوویت (ارمنی: Աղիովիտ) کانتونی از ایالت توروبران، ارمنستان بزرگ در شمال شرقی دریاچه وان بود. از سمت شرق به مناطق گارنی و اربرانی؛ از شمال به بگروند؛ از شرق به آپاهونیک و از جنوب به بِزنونیک و دریاچه وان محدود می‌شد. پایتخت آن زاریشات بود. آغیوویت توسط خاندان نانی فرمانروایی می‌شد. با حمله اعراب در نیمه دوم قرن هفتم حاکم آن از خاندان باگراتونی، دیگر دودمان ارمنی که در منطقه ایسپیر حکومت می‌کردند، درخواست کمک کرد و با اینکه هزار مرد جنگی از طرف آنها به این منطقه گسیل شد اما آغیوویت در سال ۷۷۲ میلادی به دست اعراب آل‌قیس سقوط کرد.